# Comté de Talbot (Géorgie)
Pour les articles homonymes, voir Comté de Talbot.
Le comté de Talbot est un comté des États-Unis situé dans l’État de Géorgie. En 2000, la population était de 6 498 habitants. Son siège est Talbotton. Il doit son nom à Matthew Talbot, gouverneur de Géorgie.

## Démographie
| 1830  | 1840   | 1850   | 1860   | 1870   | 1880   |
| ----- | ------ | ------ | ------ | ------ | ------ |
| 5 940 | 15 627 | 16 534 | 13 616 | 11 913 | 14 115 |

| 1890   | 1900   | 1910   | 1920   | 1930  | 1940  |
| ------ | ------ | ------ | ------ | ----- | ----- |
| 13 258 | 12 197 | 11 696 | 11 158 | 8 458 | 8 141 |

| 1950  | 1960  | 1970  | 1980  | 1990  | 2000  |
| ----- | ----- | ----- | ----- | ----- | ----- |
| 7 687 | 7 127 | 6 625 | 6 536 | 6 524 | 6 498 |

| 2010  | - | - | - | - | - |
| ----- | - | - | - | - | - |
| 6 865 | - | - | - | - | - |

## Principales villes
- Geneva
- Junction City
- Talbotton
- Woodland
- Manchester (en partie)